# Jiří Ehrenberger

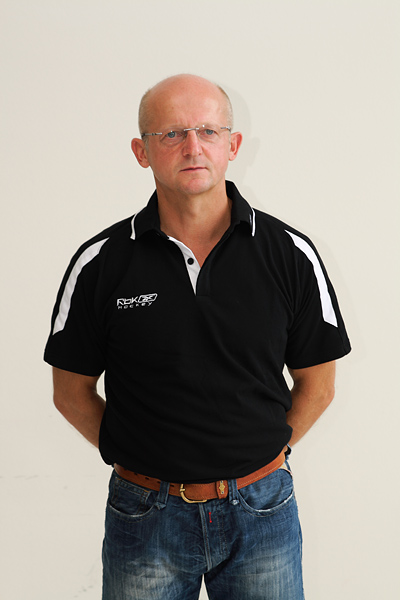
Jiří Ehrenberger

Jiří Ehrenberger (* 31. März 1955 in Brno, Tschechoslowakei) ist ein tschechischer, vornehmlich in Deutschland tätiger Eishockeytrainer.

## Karriere
Er begann seine Trainerkarriere in Deutschland als Nachwuchstrainer beim Deggendorfer EC (1982–1985). Über die Stationen SC Vinschgau und den Mannheimer ERC kam der Eishockey-Diplomtrainer zum Deutschen Eishockey-Bund (1987–1993), wo er verschiedene Nachwuchsmannschaften betreute. Anschließend zog es ihn als Cheftrainer der Senioren zurück nach Deggendorf (1993–1996). Es folgte ein Jahr als Junioren-Coach in Nürnberg. Von 1997 bis 2002 stand Ehrenberger als Trainer der Eisbären Regensburg hinter der Bande. Nach einem Jahr als Assistenztrainer beim DEL-Klub Nürnberg Ice Tigers (2002/2003) folgten zwei Spielzeiten bei Zweitligist ETC Crimmitschau (2003–2005). Zur Saison 2005/06 wechselt er an den Niederrhein zu den Krefeld Pinguinen und wurde neben Teal Fowler Assistenztrainer. Als dieser zur Saison 2006/07 zu den Adler Mannheim wechselte, übernahm Ehrenberger die Stelle als Teamcoach der Pinguine. In seiner ersten Saison wurde er direkt von der „Eishockey News“ als Trainer des Jahres ausgezeichnet. Zur Saison 2008/09 übernahm Ehrenberger die Position des sportlichen Leiters bei den Krefeld Pinguinen. Am 21. November 2009 wurde Ehrenberger in Krefeld als sportlicher Leiter entlassen. Als Grund hierfür wurde im Wesentlichen der öffentliche Druck durch Presse und Fans nach den anhaltenden sportlichen Misserfolgen genannt.
Zum 1. Juni 2011 übernahm Ehrenberger den Posten des sportlichen Leiters und Trainers bei den Landshut Cannibals. Aufgrund des bis dahin erfolgreichen Saisonverlaufs verlängerten die Cannibals im Januar 2012 den Vertrag des gebürtigen Tschechen um zwei weitere Spielzeiten bis 2014. Anfang 2014 verließ Ehrenberger den EVL und wurde anschließend Sportdirektor beim ERC Ingolstadt in der DEL. In seiner Amtszeit, die im März 2017 endete, gewann Ingolstadt 2014 die deutsche Meisterschaft und wurde 2015 Vizemeister.
Zur Saison 2017/18 übernahm Ehrenberger den Ravensburg Towerstars aus der DEL2 das Amt des Cheftrainers. Auf dem dritten Tabellenplatz der DEL2 stehend, wurde Ehrenberger Anfang Februar 2019 in Ravensburg entlassen, nachdem die Mannschaft unter seiner Leitung in den vorangegangenen 20 Spielen lediglich 27 Punkte geholt hatte. Seit 9. November 2021 ist Ehrenberger Trainer des Oberligisten Deggendorfer SC, nachdem Chris Heid zuvor von seinen Aufgaben entbunden wurde. Am 25. November 2022 wurde der Vertrag um eine weitere Saison (23/24) verlängert. Anfang Februar 2024 wurde sein Vertrag bis zum Ende der Saison 2024/2025 verlängert.

## Erfolge und Auszeichnungen
- Meister der 2. Bundesliga mit den Landshut Cannibals 2012
- Meister der Oberliga Süd und Aufstieg in die 2. Bundesliga mit den Eisbären Regensburg 2001
- Trainer des Jahres in der DEL 2006/07
- Trainer des Jahres in der 2. Bundesliga 2011/12
- Deutscher Meister DEL 2013/14
- Deutscher Vizemeister DEL 2014/15